# هیئت پرندگان زادآور کمیاب

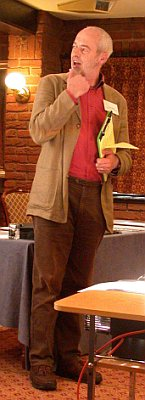
بیبی در «باشگاه پرندگان» وست میدلند در لی مارستون، وارویک شایر، در فوریه ۲۰۰۴

هیئت پرندگان زادآور کمیاب (به انگلیسی: Rare Breeding Birds Panel (RBBP)) یک سازمان پرنده‌شناسی است که داده‌های مربوط به تلاش‌ها و موفقیت‌های گونه‌های زادآور کمیاب‌تر پرندگان در بریتانیا را جمع‌آوری می‌کند. این کمیته در سال ۱۹۶۸ به عنوان یک کمیته فرعی از RSPB , با نمایندگی از شورای حفاظت از طبیعت (NCC) و مجله «پرندگان بریتانیا» ایجاد شد.

در دسامبر ۱۹۷۲ به یک نهاد خودمختار تبدیل شد که به‌طور مشترک توسط BTO , RSPB, British Birds و بعداً NCC تأمین مالی می‌شد. تشکیل RBBP به عنوان یک ارگان مستقل در آوریل ۱۹۷۳ اعلام شد و اطلاعات مربوط به پرندگان زادآور کمیاب از سال ۱۹۷۳ به بعد گزارش شد. نقش آن به این صورت تعریف شده است:
هدف این هیئت جمع‌آوری همهٔ اطلاعات مربوط به پرندگان زادآور کمیاب در یک مکان است تا تغییر وضعیت - اعم از افزایش و کاهش - قابل نظارت باشد و اطلاعات ضروری از بین نرود (همان‌گونه که در گذشته ره داده است)، مرگ کسانی که رکوردهای پنهان پرندگان زادآور کمیاب را نگه می‌دارند.
این هیئت اطلاعات بیش از ۱۶۰ گونه از پرندگان زادآور نایاب و کمیاب در بریتانیا را جمع‌آوری می‌کند. اینها به چهار دسته تقسیم می‌شوند:
- دستهٔ الف(A) - گونه‌های کمیاب
- دستهٔ ب(B) - گونه‌های کمترکمیاب
- دستهٔ ج(C) - گونه‌های کمترکمیاب و گسترده
- دستهٔ د(D) - گونه‌های کمیاب غیربومی

لوگوی این هیئت یک کشیم گردن‌سیاه است.

## اعضا
به منظور حفظ بی‌طرفی خود، اعضای هیئت به صورت شخصی منصوب می‌شوند و بنابراین رسماً نماینده سازمان استخدام‌کننده یا پشتیبان خود نیستند.
اعضای پیشین عبارتند از:
- پیتر کاندر (عضو بنیانگذار، ۱۹۶۸)
- کالین بیبی
- مالکوم اوگیلوی (دبیر، ۱۹۹۳–۲۰۰۶)